# Liste de ponts du Tadjikistan
Cette liste de ponts du Tadjikistan a pour vocation de présenter une liste de ponts remarquables du Tadjikistan, tant par leurs caractéristiques dimensionnelles, que par leur intérêt architectural ou historique.
Elle est présentée sous forme de tableaux récapitulant les caractéristiques des différents ouvrages proposés, et peut-être triée selon les diverses entrées pour voir ainsi un type de pont particulier ou les ouvrages les plus récents par exemple. La seconde colonne donne la classification de l'ouvrage parmi ceux présentés, les colonnes Portée et Long. (longueur) sont exprimées en mètres et enfin Date indique la date de mise en service du pont.

## Grands ponts
Ce tableau présente les grands ouvrages du Tadjikistan (liste non exhaustive).
|                                              |   | Nom                                                    | Portée | Long. | Type                           | Voie portée Voie franchie | Date | Localisation                                                  | Province                    | Ref.  |
| -------------------------------------------- | - | ------------------------------------------------------ | ------ | ----- | ------------------------------ | ------------------------- | ---- | ------------------------------------------------------------- | --------------------------- | ----- |
| Tem-Demogan Bridge                           | 1 | Pont de Tem-Demogan                                    | 135    | 135   | Suspendu Acier                 | Piandj                    | 2002 | Tem - Demogan 37° 31′ 40,7″ N, 71° 30′ 13,1″ E                | Haut-Badakhchan Afghanistan | [ 1 ] |
|                                              | 2 | Pont de Darvaz                                         | 135    | 135   | Suspendu Acier                 | Piandj                    | 2004 | Darvoz - Darwaz 38° 27′ 11,5″ N, 70° 49′ 37,7″ E              | Haut-Badakhchan Afghanistan |       |
| Tajikistan–Afghanistan bridge at Panji Poyon | 3 | Pont de l'Amitié Tadjikistan-Afghanistan (Panji Poyon) |        | 672   | Mixte acier/béton Quadripoutre | Piandj                    | 2007 | Panji Poyon - Shir Khan Bandar 37° 11′ 33,5″ N, 68° 35′ 54″ E | Khatlon Afghanistan         |       |
|                                              | 4 | Pont sur le Zeravchan (Ayni)                           |        |       | Arc Béton, tablier porté       | M34 Zeravchan             |      | Ayni 39° 23′ 04,6″ N, 68° 33′ 27,8″ E                         | Sughd                       |       |